# Cappelle-en-Pévèle
Cappelle-en-Pévèle [kapɛl ɑ̃ pevɛl] (ndl.: „Kapelle“) ist eine französische Gemeinde mit 2.259 Einwohnern (Stand 1. Januar 2022) im Département Nord in der Region Hauts-de-France. Sie gehört zum Arrondissement Lille und zum Kanton Templeuve-en-Pévèle.

## Geographie
Die Gemeinde Cappelle-en-Pévèle liegt zwölf Kilometer südöstlich von Lille. Nachbargemeinden von Cappelle-en-Pévèle sind Templeuve-en-Pévèle im Norden, Nomain im Osten, Auchy-lez-Orchies im Südosten, Bersée im Südwesten und Mérignies im Westen.

## Bevölkerungsentwicklung
| Jahr      | 1962 | 1968 | 1975 | 1982 | 1990 | 1999 | 2011 | 2020 |
| Einwohner | 1290 | 1361 | 1600 | 1823 | 1725 | 1959 | 2209 | 2265 |

## Sehenswürdigkeiten

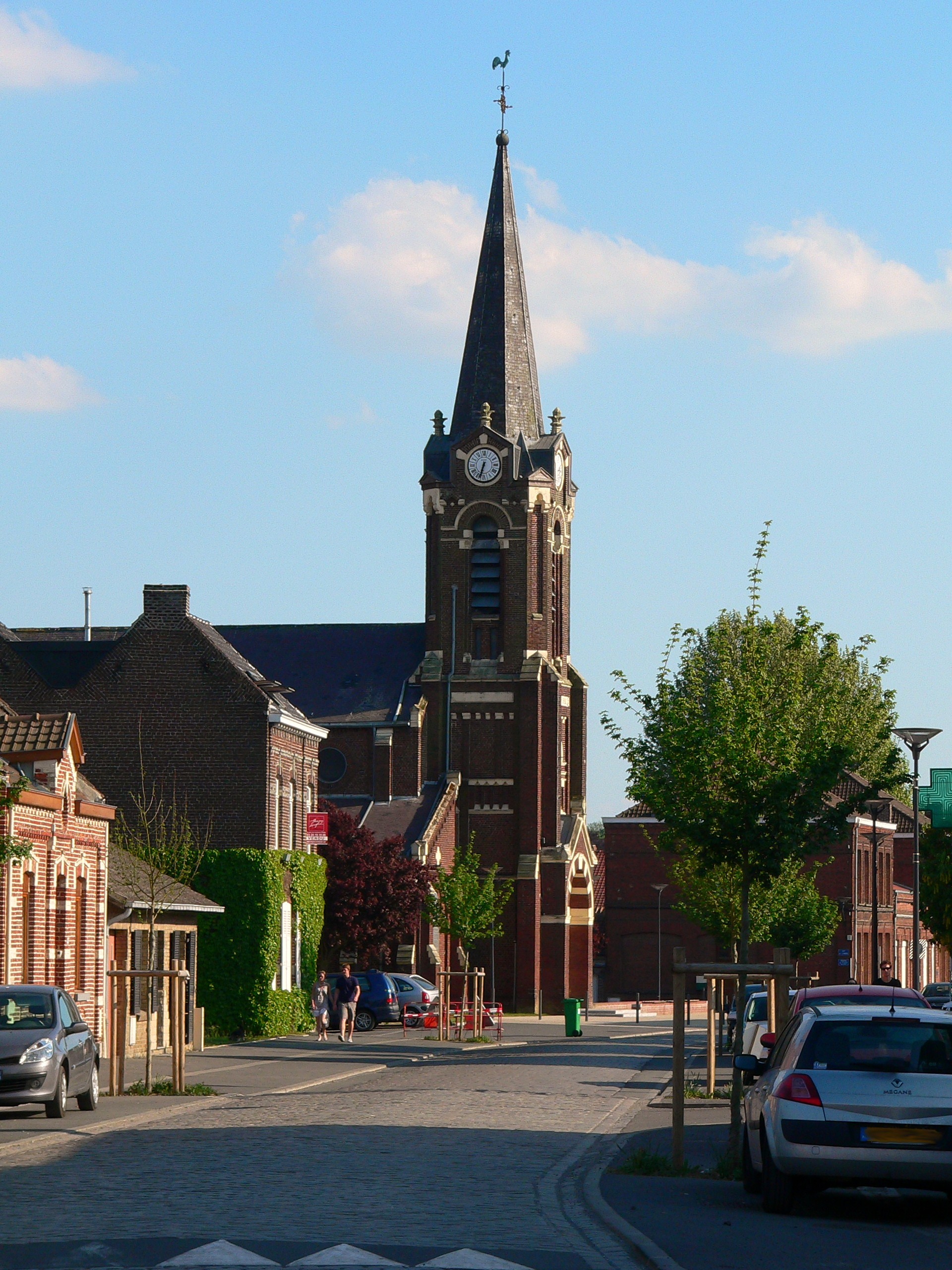
Kirche Saint-Nicolas
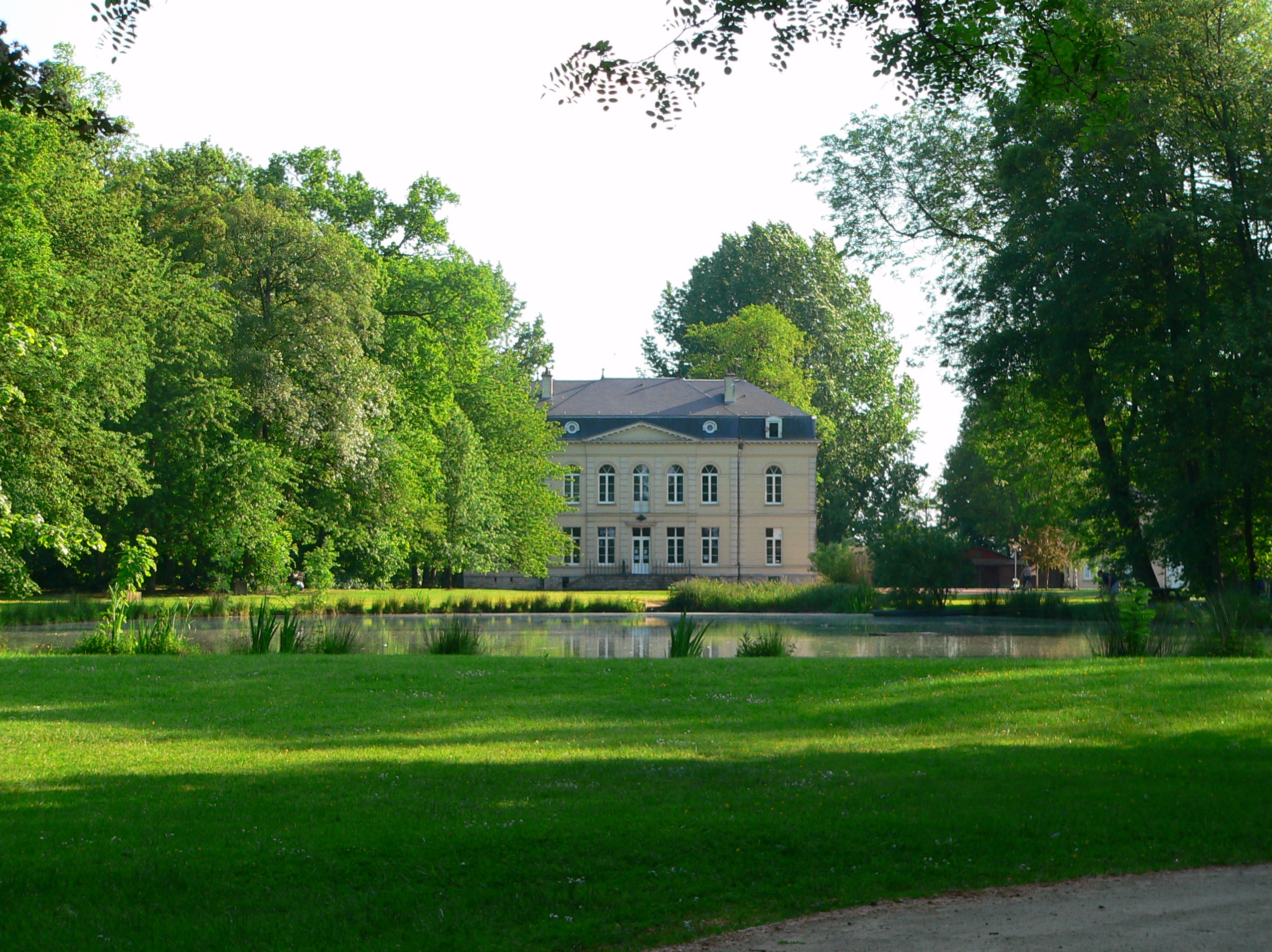
Schloss Le Béron
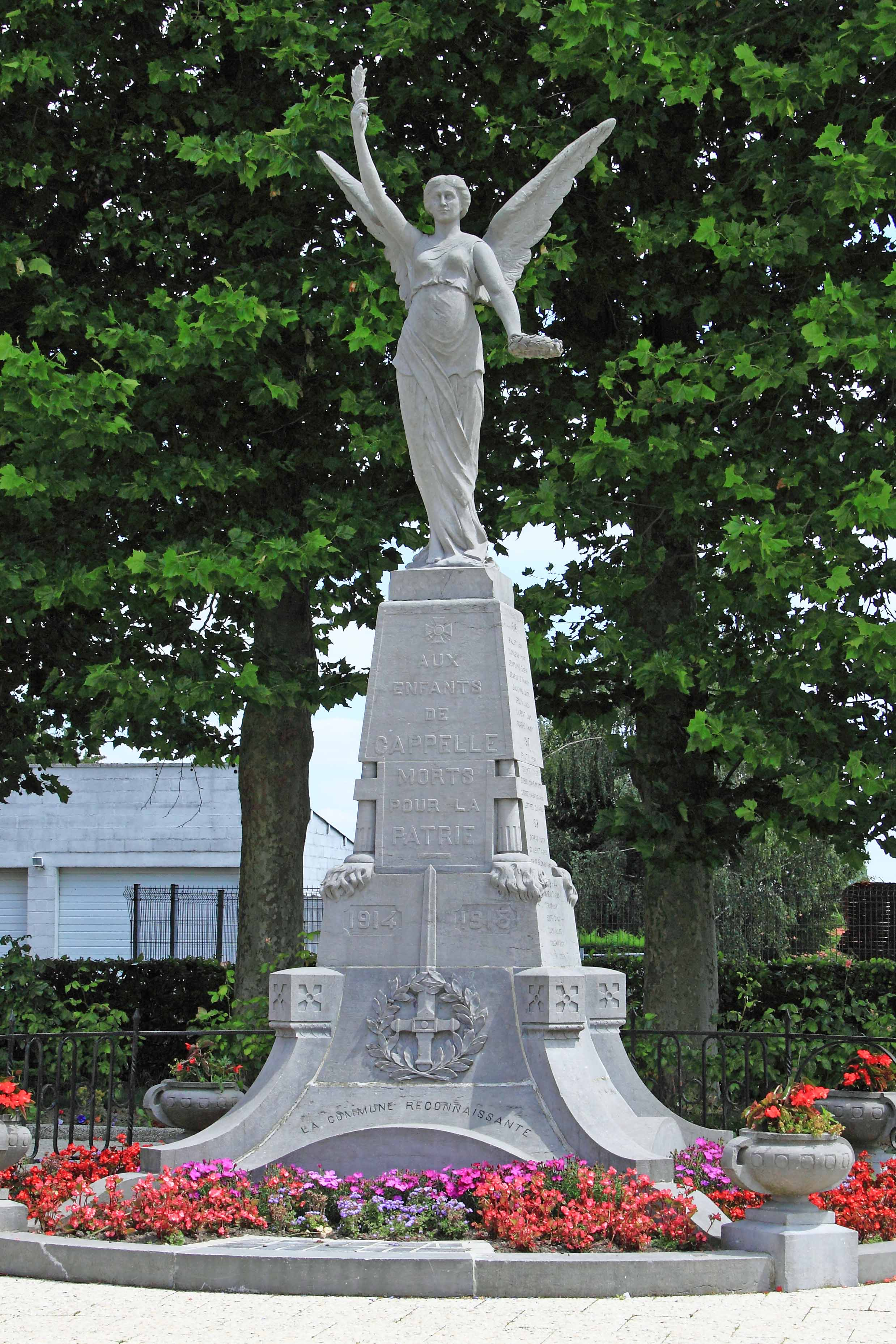
Gefallenendenkmal

- Kirche Saint-Nicolas
- Schloss Le Béron
- Gefallenendenkmal